# Sellimonas
Sellimonas es un género de bacterias grampositivas de la familia Lachnospiraceae. Fue descrito en el año 2016. Su etimología hace referencia a unidad de deposiciones. Contiene bacterias anaerobias estrictas. Se ha aislado de heces humanas y de pollos.
Contiene tres especies: Sellimonas intestinalis , Sellimonas monacensis  (sinónimo) y Sellimonas catena.